# Sömnen
Sömnen är en roman av Ulf Lundell från 1977. Den handlar om en rocksångare, Tommy Cosmo, som tar ett sabbatsår. 
Romanen berättar om människor i Lundells (född 1949) ålder i Stockholm under åren 1976 och 1977. Beskrivningen av diskrepanserna mellan ideal och realitet, mellan mediebild och tänkt verklighet, liksom språket med många slanguttryck, gör boken till ett tidigt exempel på svensk litteratur med postmoderna drag. 
Boken har filmatiserats 1984 i regi av Lennart Svensson med Mats Ronander i huvudrollen som Cosmo. I övriga roller finns bland andra Maria Lindberg, Örjan Ramberg, Håkan Serner, Mimi Pollak, Bert-Åke Varg, Niels Dybeck, Fillie Lyckow, Gösta Krantz, Inger Berggren, Jan Waldekranz, Annmari Kastrup, Ola Wahlgren, Jonna Arb, Pontus Gustavsson, Gunnar Falk, Bernt Overmark, Janne Bark, Åsa Winqvist, Marie Louise Mannerwall och Merja Hartikainen.
Musiker är Clarence Öfwerman, Hasse Olsson, Åke Sundqvist, Backa Hans Eriksson, Rutger Gunnarsson, Glen Myerscough och Janne Bark.
Boken är en av titlarna i boken Tusen svenska klassiker (2009).

### Fotnoter
1. ↑  Gradvall et al 2009, nr. 499